# Pseudosesia oberthueri
Pseudosesia oberthueri is een vlinder uit de familie wespvlinders (Sesiidae), onderfamilie Sesiinae.
Pseudosesia oberthueri is voor het eerst wetenschappelijk beschreven door Le Cerf in 1916. De soort komt voor in het noorden van Australië.
De spanwijdte bedraagt ongeveer 20 millimeter. De voorvleugels van de vrouwtjes zijn goudkleurig terwijl de achtervleugels transparant zijn. Bij de mannetjes zijn echter zowel voor- als achtervleugels transparant.
Rupsen gebruiken onder meer de Ampelocissus acetosa als waardplant.